# Regatul de Arles
Regatul de Arles (cunoscut și sub numele de Arelat, în franceză Royaume d'Arles, în occitană Reialme d'Arle, în italiană Regno di Arles) a fost o stăpânire stabilită în 933 prin fuziunea regatelor Burgundiilor superioare și inferioare sub regele Rudolf al II-lea. Regatul a ajuns să fie numit după reședința burgundiană inferioară de la Arles. Este alternativ cunoscut sub numele de Regatul celor două Burgundii, sau ca al doilea Regat al Burgundiei, spre deosebire de Regatul Burgunzilor din Antichitatea târzie.